# Dōsojin
Dōsojin (道祖神? , divinità ancestrali della strada), è un termine generico usato per indicare un tipo di kami Shinto venerato nel Kanto e in aree limitrofe, una divinità protettrice dei confini e delle strade. La sua funzione è quella di tenere lontani dai villaggi le epidemie e gli spiriti maligni esterni, e - come divinità della strada - di proteggere i viaggiatori e i pellegrini. Chiamato anche Sae no kami, Sai no kami (障の神・塞の神?), Dōrokujin (道陸神?) o Shakujin (石神, «kami di pietra»), è rappresentato in diversi modi: una coppia umana, un fallo, o semplicemente un cumulo di rocce posto ai bordi di strade, villaggi e campi di riso.  Il Dosojin a volte può essere venerato in piccoli santuari sul ciglio della strada chiamati hokora. Quando ha la forma di un fallo è associato alla procreazione e all'armonia coniugale. 

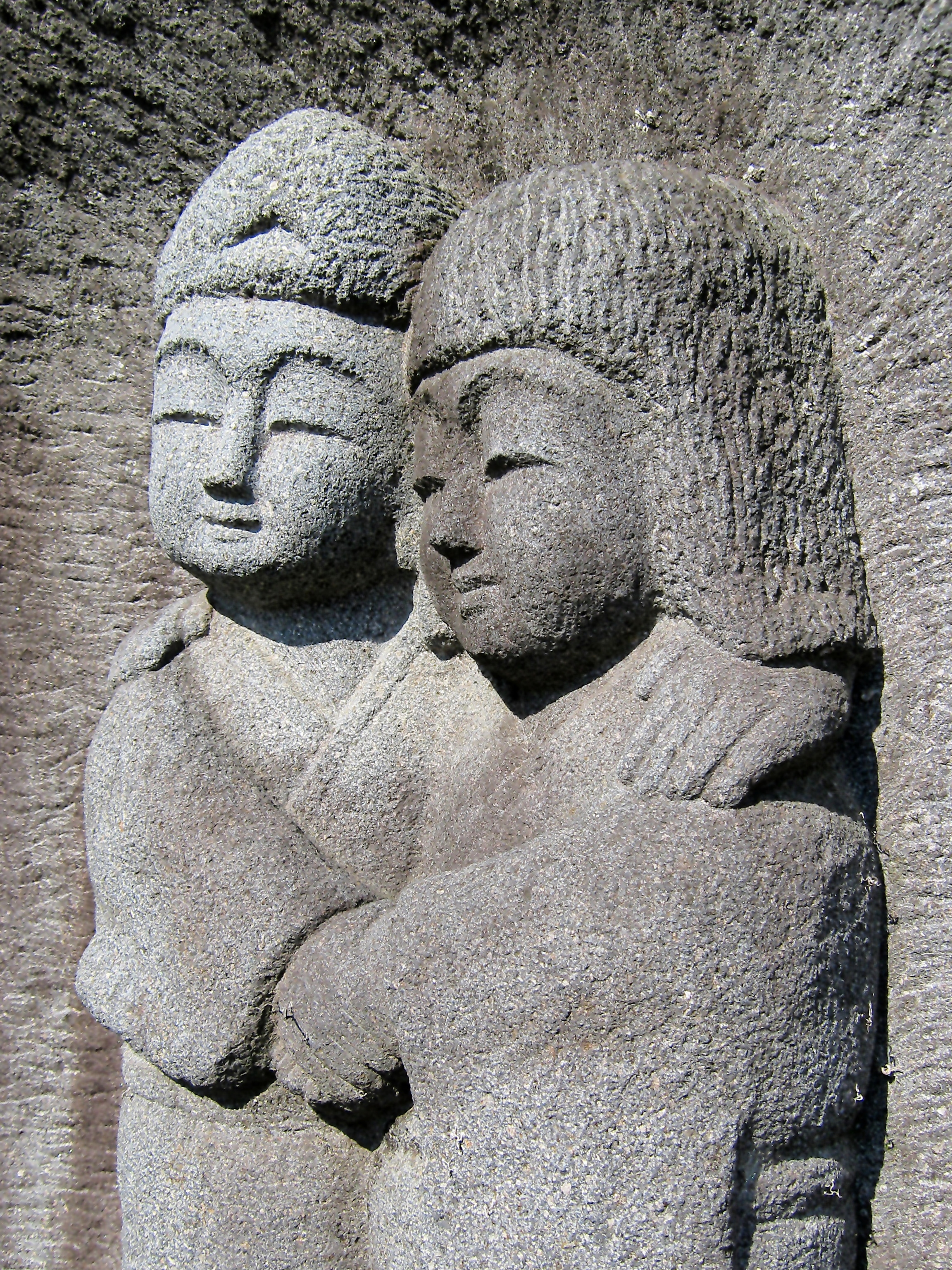
Coppia di Dōsojin

Secondo quanto narrato nel Kojiki e nel Nihongi, il concetto di dōsojin nascerebbe quale sovrapposizione di una divinità cinese tutelare delle strade e dei viaggi: Doso era un termine comunemente usato per indicare il figlio del dio Gong-gong-shi, che dopo la sua morte, poiché gli piaceva fare lunghi viaggi, è stato sancito come tutelare originale della strada.

## Culto

### Rappresentazioni

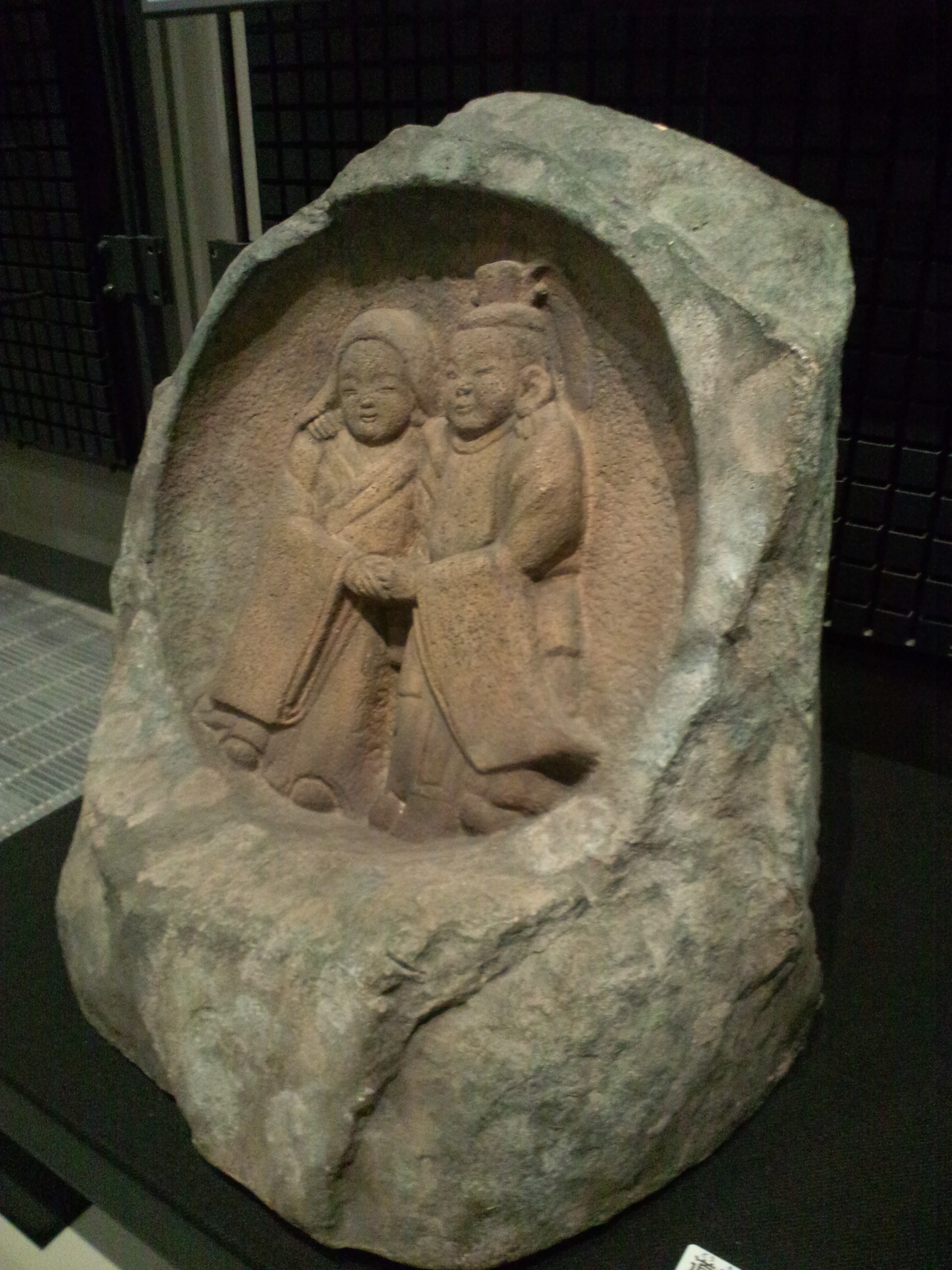
Coppia di dōsojin - Museo Nazionale di Etnologia, Osaka

I dōsojin hanno origini molto antiche, e, come per molte divinità della fede shintoista, non ben definite. La maggior parte risale al periodo Edo, o addirittura a periodi antecedenti. Oggetto di mutamento nel corso del tempo, si presentano in diverse forme, fattezze e tipologie di materiali. Possono essere costituiti solo da una sola unità, ma più spesso sono venerati in piccoli gruppi, collocati all'aperto o al riparo di piccole tettoie. Anche le dimensioni sono svariate: possono presentarsi sotto la forma di grandi sculture in paglia alte tre metri, o come piccole incisioni su rocce. Dōsojin più recenti sono spesso affiancati a sculture più antiche, o a oggetti naturali come alberi o rocce, sistemati in coppia per raffigurare il maschile e il femminile. 

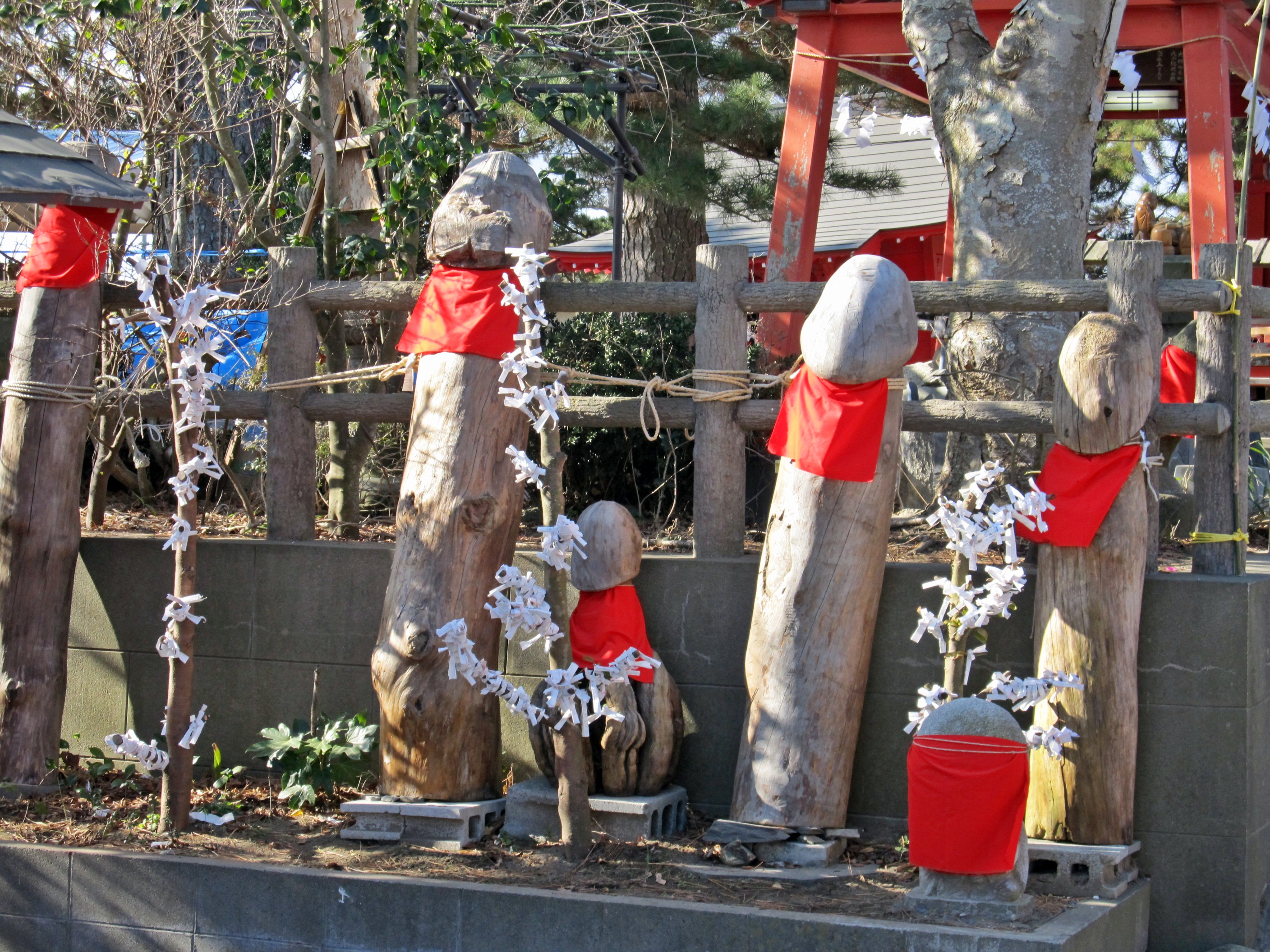
Dōsojin con forma fallica, nel santuario di Ikohayawake-no-mikoto-jinja

La rappresentazione più comune è quella di coppie scolpite in bassorilievi. Se ne ha una prima menzione nel Fusō Ryakki, antico libro del periodo Heian, nel quale si fa riferimento a figure maschili e femminili in legno, raffigurate con i genitali esposti. Denominate sōtei dōsojin, possono ritrarre sia coppie umane che mitologiche; alcune di esse sono spesso divinità shinto, come Izanami e Izanagi o Sarutahiko e  Ame no Uzume. Nel corso degli anni la pietra ha soppiantato il legno come materiale utilizzato, e le rappresentazioni più antiche, sessualmente esplicite, hanno lasciato il posto a versioni più simboliche: coppie in piedi, mano nella mano, abbracciate o in preghiera, sposi nel momento del matrimonio, modello di affetto e armonia coniugale. Inoltre, mentre nei dosojin antichi spesso non si riusciva a distinguere la differenza tra i due sessi, quasi a simbolo di una loro eguaglianza, in quelli più recenti la donna è rappresentata in una posizione di sottomissione all'uomo.
Il carattere sessuale e il collegamento alla fertilità dei dōsojin sono riscontrabili non solo nei bassorilievi e nelle statue di coppie, ma anche in altri oggetti considerati "corpo del dio", cioè nelle rappresentazioni di genitali. Questi possono essere oggetti permanenti, come grandi statue di legno, pietra e metallo, o temporanei, cioè creati per una specifica occasione, e realizzati in paglia o argilla. Sono più rari, e se ne può trovare traccia solo in piccole e remote comunità, le poche che si sono salvate dalla censura del Periodo Tokugawa. L'immagine più comune è quella del fallo, realizzata in diversi materiali e forme; alcune volte i dōsojin stessi assumono forme falliche di varie dimensioni; altre volte invece, piccoli oggetti fallici intagliati nel legno svolgono la funzione di offerte poste ai piedi di sōtei dōsojin. 
La peculiarità dei dōsojin è la loro doppia sessualità, ossia la fusione di elementi maschili e femminili in un’unica forma; quasi sempre gli oggetti fallici sono accompagnati da incisioni, rocce, conchiglie o altri elementi che ricordano la forma di una vulva.

### Simbologia
I dōsojin sono divinità popolari; anche se il culto è più accentuato in alcune zone, se ne trova traccia in tutto il Giappone. Fanno parte del paesaggio quotidiano, essendo variamente disseminati agli angoli delle città e nelle strade;  sono trattati con grandissimo affetto, calore e familiarità. La loro popolarità è dovuta ai grandi benefici che si pensa possano essere garantiti con il culto: sono divinità che proteggono dalle avversità e promuovono la fertilità della vita naturale e vegetale. Queste funzioni si sovrappongono; un dōsojin, inserito in un certo contesto, le promuove entrambe. Questi kami sono usati anche come simbolo delle comunità locali, e ne sono protettori; si crede che conoscano tutta la loro storia, e che veglino sul presente e sul futuro degli abitanti.
Per la loro funzione di protezione dei confini e la loro capacità di fermare gli influssi negativi provenienti dall'esterno (nella denominazione Sae no Kami, con cui vengono chiamati, Sae significa "bloccare"), vengono posti vicino a campi di riso, villaggi, e passi di montagna. Vi era infatti l’antica credenza che gli spiriti maligni discendessero dalla montagna per dirigersi verso i villaggi, attraverso i corsi d'acqua e le strade, ed è per questo che venivano collocati in prossimità di questi luoghi. Nel Kojiki a queste divinità viene assegnato il ruolo di proteggere il confine fra i vivi e i morti, impedendo agli spiriti maligni di oltrepassare la soglia.
In quanto guardiane della fertilità e dell'amore coniugale, queste divinità erano anche invocate per scongiurare la sterilità e favorire il concepimento, e per assicurare un matrimonio felice. Ad esse si attribuiva inoltre il ruolo di protettrici dei bambini, come il Bodhisattva Jizo, che conquistò presto il ruolo di dōsojin. La fertilità tutelata non era solo quella sessuale: utilizzando le rappresentazioni di falli e di coppie in situazioni di armonia erotica, si contava sull'efficacia del processo di magia simpatica che doveva estendere gli effetti dal regno animale a quello vegetale. Le immagini di fertilità umana dovevano promuovere la fertilità agricola. Posizionare delle statue di coppie in atteggiamenti amorosi, che fossero più o meno sessualmente esplicite, vicino a campi di riso, creava un collegamento tra la divinità e i frutti della terra, assicurandone la fertilità e l'abbondanza.

### Riti e festività

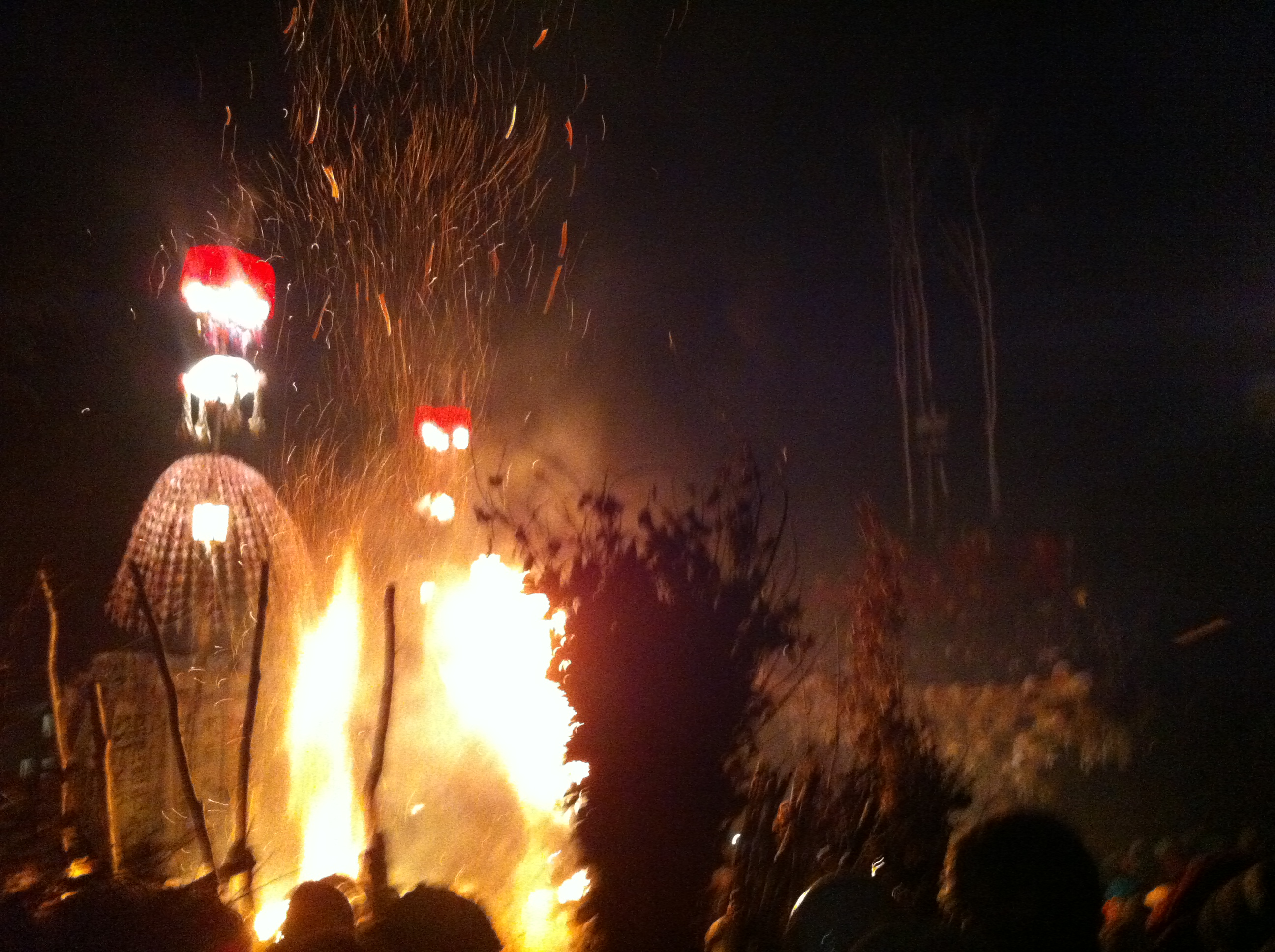
Festa del Fuoco, 15 gennaio

Nel periodo del capodanno i riti agricoli si concentrano sul culto dei dōsojin, dando vita a importanti matsuri ad essi dedicati. Fin dal periodo Meiji, ogni 15 gennaio si festeggia la Festa del Fuoco, o Festa dei Dōsojin. È una festa di passaggio dal vecchio al nuovo, carica di spiritualità poiché rappresenta l'attraversamento di un confine temporale, cioè l'inizio del nuovo anno. In questa giornata tutte le decorazioni dei santuari per il nuovo anno sono raccolte e bruciate sotto forma di falò sotto un albero di bambù appena tagliato. L'albero acquisisce la simbologia di un fallo divino che feconda la terra.
Questi matsuri hanno tutti come tema la fertilità, sia del raccolto che della comunità. Questi riti contengono diverse simbologie che rappresentano l'energia generativa dell'atto sessuale. I bambini assumono un ruolo importante all'interno di queste feste, essendo le divinità loro protettrici. Essi molto spesso sfilano per le vie, si radunano davanti al santuario dedicato alle divinità, e si esibiscono infine in coreografie davanti al falò. Nel corso di questi festeggiamenti, spesso molto vivaci, si arriva a sfiorare l'indecenza; i presenti si scambiano insulti bonari, si ubriacano, e non vi sono freni: in alcuni luoghi qualcuno arriva ad orinare sopra gli stessi dōsojin.
In alcuni villaggi e città questi matsuri hanno subito censure, e non vengono più praticati dal Periodo Tokugawa. Ne rimangono tuttavia alcune tracce, come i piccoli santuari di pietra ad essi dedicati e antichi scritti che raccontano i passati festeggiamenti.